# Fraaie gifgordijnzwam
De fraaie gifgordijnzwam (Cortinarius rubellus, synoniemen: C. speciosissimus, C. orellanoides) is een schimmel uit de familie Cortinariaceae. Hij is een van de giftigste paddenstoelen in Europa.

## Kenmerken
Het vruchtlichaam is roest- of kaneelbruin gekleurd. De gewelfde, dunvlezige hoed bereikt een diameter van drie tot acht centimeter en heeft een viltig oppervlak, meestal met een duidelijke puntige bult. De slanke, knotsvormige steel heeft dezelfde kleur als de hoed, soms met geelachtige strepen. Het kan een lengte van acht centimeter en een diameter van anderhalve centimeter bereiken. De lamellen zijn roestbruin.
Het vruchtvlees is geel tot saffraankleurig en in het onderste deel van de steel roestbruin. De geur lijkt op die van radijs. De roestbruine sporen hebben een afmeting van 8,5 tot 11,5 bij 6,5 tot 9 micrometer.

### Gelijkende soorten
De soort kan verward worden met andere giftige paddenstoelen van het geslacht Cortinarius, zoals de lichter gekleurde giftige gordijnzwam (C. orellanus) en de oranjegele gordijnzwam (C. callisteus) die een olieachtige geur heeft en in Nederland niet meer voorkomt. Mogelijk kunnen sommige groeiwijzen worden verward met jonge eetbare cantharellen.

### Toxiciteit
De fraaie gordijnzwam is een van de giftigste schimmels van Centraal-Europa. Net als de oranjegele gordijnzwam bevat hij namelijk orellanine, een pyridine-N-oxide die in paddenstoelen uit de familie Cortinariaceae voorkomt. Na consumptie treedt een langzame en zeer pijnlijke vergiftiging in, die zonder behandeling gewoonlijk een dodelijk nierfalen tot gevolg heeft.

## Verspreiding en levenswijze
De fraaie gifgordijnzwam komt voor in Noord-Amerika en Europa. De schimmel heeft een voorkeur voor zure, vochtige en moerassige bodem, begroeid met veenmossen. In augustus tot oktober ontwikkelen de vruchtlichamen zich vaak in groepen op de grond. Ze groeien vooral onder naaldbomen, zoals dennen en sparren, maar ook onder eiken. Met coniferen vormt hij regelmatig een mycorrhiza (symbiose).